# Саар-5 (корвет)
«Саар-5» (івр. סַעַר, дос. «шторм») — клас корветів Військово-морських сил Ізраїлю. Вони були спроектовані ізраїльтянами з урахуванням досвіду, отриманого при створенні ракетних катерів типу «Саар-4,5». Три кораблі типу «Саар-5» були побудовані компанією Huntington Ingalls Industries (колишня Litton-Ingalls Shipbuilding Corporation з Паскагули, штат Міссісіпі) для ВМС Ізраїлю на основі ізраїльських проєктів.
Вони були найбільшими надводними бойовими кораблями у військово-морському флоті Ізраїлю, хоча корвети типу «Саар-6», які зараз розгортаються, значно більші. Хоча вони класифікуються як «корвети» через свої невеликі розміри і екіпаж, що налічує лише 71 особу, їхнє озброєння і швидкість майже співставні з фрегатом. Вони оснащені гідролокатором, 2 потрійними торпедними апаратами, 2 квадропусковими установками, засобами радіоелектронної боротьби і приманок, зенітно-артилерійським комплексом, 2 автоматичними гарматами, а також гелікоптерним майданчиком і ангаром для гелікоптерів.
Перший у своєму класі, INS Ейлат, був запущений у лютому 1993 року, за ним послідували INS Лахав у серпні 1993 року та INS Ханіт у березні 1994 року.

## Бойова історія
14 липня 2006 року під час Ліванської війни 2006 року INS Ханіт був уражений ракетою C-802, випущеною Хезболлою, під час патрулювання на відстані 8,5 морських миль від Бейрута; ракета була китайського виробництва з модернізованою іранською радіолокаційною головкою самонаведення. Ракета влучила в непомітний кран корвета біля заднього гелікоптерного майданчика; вибух продірявив майданчик, підпалив склад пального і вбив чотирьох членів екіпажу. Пожежу загасили через чотири години, і Ханіт повернувся до Ашдоду на тритижневий ремонт власними силами.

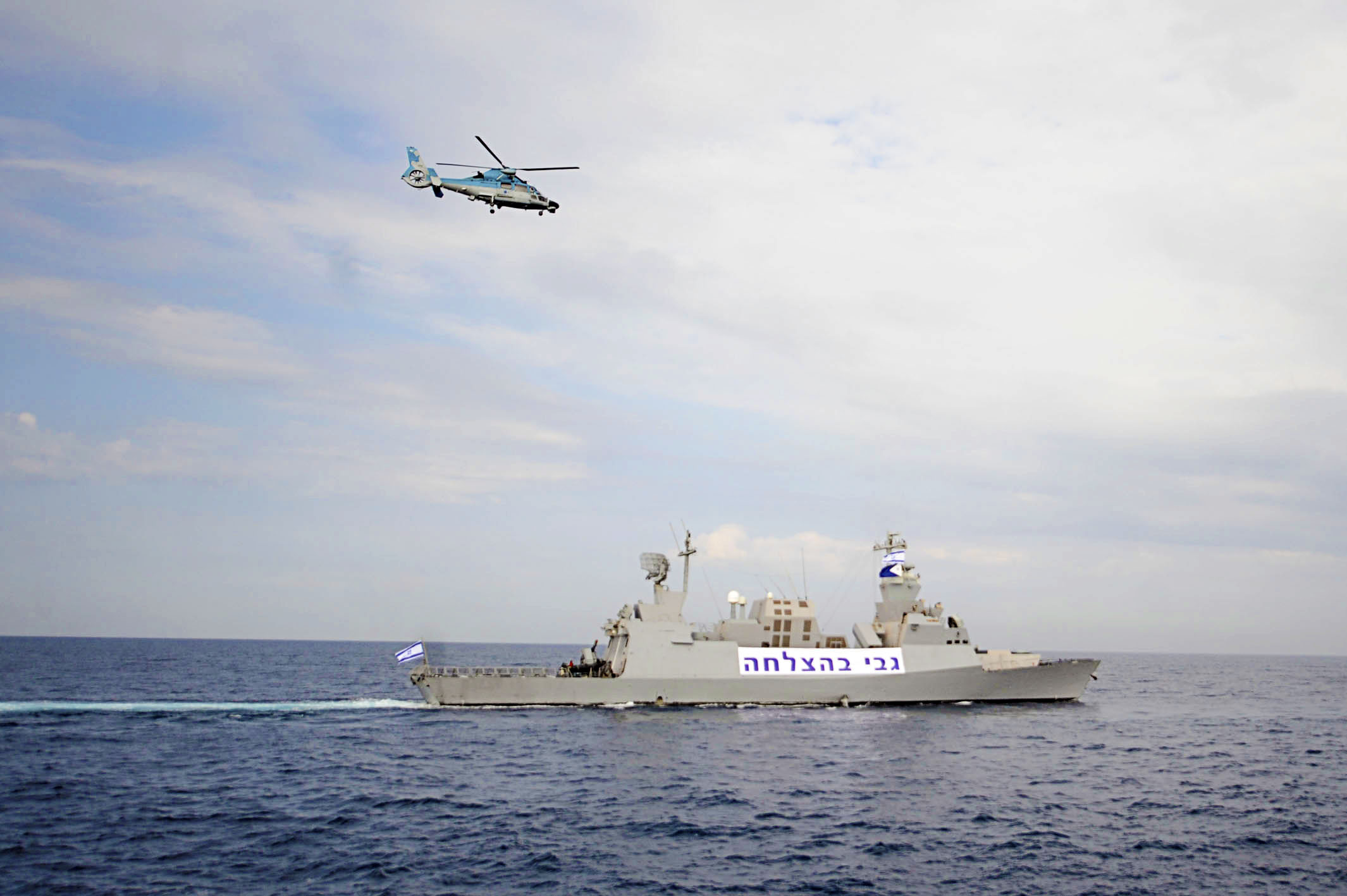
Eurocopter AS565 Повітряних сил Ізраїлю, тип гелікоптера, що використовується на типі «Саар-5»

Радарна система корабля на той момент не працювала в повному обсязі, а протиракетні системи радіоелектронної протидії та «Барак» перебували у двохвилинному режимі очікування. Приблизно за годину до атаки офіцер наказав вимкнути протиракетну оборону, не повідомивши про це капітана. Це рішення було прийнято з урахуванням оцінок розвідки про те, що Хезболла не має можливості вразити ізраїльські військові кораблі. Про часткове вимкнення сенсорів знав відповідальний офіцер, але капітан не був проінформований.
У серпні 2009 року кораблі INS Ейлат і INS Ханіт пройшли через Суецький канал у Червоне море разом з підводним човном типу «Дольфін». Цей крок був розцінений як можливе попередження Ірану.
31 травня 2010 року кораблі INS Лахав і INS Ханіт разом з ракетним катером INS Нітцахон брали участь у рейді флотилії в Газі, щоб зупинити конвой кораблів, який намагався прорвати блокаду сектора Газа.

## Кораблі
Було побудовано три кораблі типу «Саар-5»:
- INS Ейлат, запущений у лютому 1993 року
- INS Лахав, запущений у серпні 1993 року
- INS Ханіт, запущений у березні 1994 року

Ракетні системи кораблів включають: протиповітряний потенціал з 1 вертикальною пусковою установкою з 32 пусковими блоками (хоча є можливість нести ще одну), з ракетами Барак-1 і/або Барак-8 виробництва IAI і Rafael, а також двома пусковими установками Boeing Harpoon з чотирма пусковими блоками.
Корабельна зброя — 20-мм система ближнього бою Raytheon / General Dynamics MK15 Phalanx. Допоміжне озброєння включає пару 25-мм гармат Typhoon Weapon Station.
Основним радаром для 1-го і 3-го кораблів (INS Ейлат і INS Ханіт) є вдосконалена легка фазована решітка (ALPHA) ELM-2258 компанії Elta, багатофункціональний обертовий радар AESA S-діапазону з автоматичним наведенням на ціль на відстані +120 км (для винищувачів) і +25 км (для ракет).
Основним радаром для 2-го корабля INS Лахав є радар S-діапазону з чотирма фіксованими панелями типу micro-AEGIS. У 2014 році 23 вересня на військово-морській базі в Хайфі цей новий радар був представлений громадськості.
Для підводної оборони — пошуково-ударний гідролокатор EDO Corporation Type-796, встановлений на корпусі корабля.
Засоби радіоелектронної боротьби включають буксирувану торпедну систему приманок AN/SLQ-25 Nixie, приймач радіолокаційного попередження Elisra NS-9003/9005 і три ракети-приманки Elbit Deseaver.